# 데이턴 대학교
데이턴 대학교(University of Dayton, UD)는 미국 오하이오주 데이턴에 위치한 사립 가톨릭 연구형 대학이다. 1850년에 마리아 수녀회에 의해 설립된 이 학교는 미국의 마리아 수도 회원 대학교들 세 곳 중 하나이며 오하이오주에서 2번째로 큰 사립 대학교이다. 이 대학교의 캠퍼스는 도시의 남부에 자리잡고 있으며 그레이트 마이애미강의 양측 388에이커를 아우른다.
2020년 가을 기준 이 대학의 등록 학생들은 여러 종교, 민족, 지리적 배경을 출신으로 하며 그 수는 11,347명에 이른다.